# Theudebert II.
Theudebert II. (* 585; † nach Mai 612) war König der Franken  und Herrscher über die Franken in Austrasien mit Residenz in Metz. Er war der älteste Sohn des Königs Childebert II. und folgte ihm nach dessen Tod 596.

## Leben
Er wurde bereits 589 von seinem Vater als Regent nach Metz entsandt, während sein jüngerer Bruder Theuderich II. in Chalon-sur-Saône eingesetzt wurde, womit für eine spätere Teilung des Herrschaftsgebietes in Austrasien und Burgund bereits die Weichen gestellt wurden.
Nach Childeberts Tod standen beide Brüder wohl erst unter der Regentschaft ihrer Großmutter Brunichilde, deren Macht aber bröckelte, als sie die Abwehr der Awaren, die in Thüringen eingefallen waren, nur mit Geld erkaufen konnte. Die geplante Teilung des Landes wurde vollzogen, die dringend erforderliche Solidarität der beiden austrasischen Brüder blieb jedoch erst einmal erhalten. Im Jahr 600 gelang den Brüdern in der Schlacht von Dormelles ein entscheidender Sieg über ihren Onkel Chlothar II. in Neustrien, der dessen Herrschaftsgebiet auf das Land um Rouen, Beauvais und Amiens begrenzte. Der darauf folgende Feldzug nach Süden gegen die Basken, die in das Land eingefallen waren, endete 602 mit der Errichtung des Grenzherzogtums zwischen Pyrenäen und Garonne, die spätere Gascogne.
In der Folge gerieten die Brüder jedoch wegen der vorgenommenen Aufteilung des väterlichen Besitzes in Streit miteinander. Der erste Schritt war, dass Theudebert sich 604 an dem neu ausbrechenden Konflikt mit Chlothar nicht beteiligte. Im Jahr darauf konnte ein Krieg zwischen den Brüdern gerade noch vermieden werden, in der Folgezeit suchte der ältere Verbündete zu gewinnen, was dem jüngeren aber – mit Unterstützung seiner Großmutter – vermutlich besser gelang, da Theudebert sich 611 mit einem erneuten Überfall der Awaren auseinanderzusetzen hatte. Im Jahr zuvor hatte ein Versöhnungsversuch in Selz im Elsass zu den Grenzstreitigkeiten nur deswegen ein Ergebnis gebracht, weil Theudebert mit einem Heer angereist war und seinen Bruder dadurch das Gewünschte abpressen konnte.
Nach der (vermuteten) Aufstachelung der Awaren konnte sich Theuderich der Neutralität Chlothars versichern und schließlich im Jahr 612 offensiv werden. Theudebert unterlag seinem Bruder bei Toul und Zülpich, er und seine Söhne gerieten in Gefangenschaft und wurden getötet.

## Familie
Theudebert II. war zwei Mal verheiratet. Seine erste Ehe schloss er 600 mit Bilichildis, die er 610 eigenhändig ermordete, seine zweite Ehe im Jahr des Mordes mit Teudechilde. Mit seinen beiden Frauen hatte er vier Kinder:
- eine Tochter mit Bilichildis, die 604 erwähnt wird, als sie mit Adaloald verlobt wurde
- eine Tochter mit Bilichildis, die 612 erwähnt wird
- Chlothar, wohl auch ein Kind Bilichildis,
- Merowech, ein Sohn Teudechildes, der 612 geboren wurde und noch als Säugling von den Feinden seines Vaters an einem Felsen zerschmettert wurde.